# Габисова, Галина Батразовна
Галина Батразовна Габисова ( осет. Гæбысты Галинæ, Батрадзы чызг) 2015—2020 годах носила фамилию Мехдиева; род. 17 июня 1985 года, Ростов-на-Дону, СССР) — российская гандболистка, вратарь, а также тренер. Мастер спорта России международного класса. Игровой номер — 1.

## Карьера
Воспитанница ростовской школы гандбола и любимица донских болельщиков. С детства была очень подвижным и спортивным ребенком. Посещала различные секции, но больше всего ей нравились игры с мячом, потому в 11 лет она остановилась на гандболе, начав заниматься им в ростовской детско-юношеской спортивной школе № 8 у Любови Ивановны Чижмаковой. Также одним из первых наставников спортсменки была играющий тренер, вратарь ГК «Ростов-Дон» Галина Колотилова. Изначально Галина была «полевым» игроком, но из-за подвижности и высокого роста её поставили на ворота. Девушка сразу показала неплохие результаты, поэтому там и осталась.
Уже в 2001 году «Ростов-Дон» подписал с Габисовой её первый контракт, и по сей день Галина предана своему любимому клубу, ни разу не покинув его для выступления за другие команды, несмотря на неоднократно поступавшие предложения. По окончании сезона 2015/16 руководство гандбольного клуба не продлило контракт с «номером один», и девушка, не видя себя в ином клубе, начала задумываться о другой деятельности и даже вступила в ряды партии «Единая Россия». Но на Олимпийских играх 2016 года в «Рио-де-Жанейро получила серьезную травму одноклубница, вратарь Анна Седойкина, и  «Ростов-Дон» вновь обратился к Галине, предложив новый контракт. Любимица донской публики с новым рвением возвратилась в игру, набрала отличную форму и показывала фантастические результаты в самых важных матчах.
С 2002 года Габисова привлекалась в молодёжную сборную России по гандболу, с которой сразу стала чемпионкой Европы, а в 2005 году чемпионкой мира. На чемпионате мира Галина была капитаном команды и вошла в «символическую сборную» чемпионата, став лучшим вратарем чемпионата мира. Уже в 2007 году она получила вызов в национальную сборную страны. На Кубке мира в Норвегии Галина впервые вышла играть в составе главной сборной страны и в дальнейшем регулярно привлекалась в её ряды. С 2014 года наступила пауза в играх за сборную, но увидев отличную игру этого вратаря в клубных турнирах в конце сезона 2017/18, главный тренер страны вновь обратил на неё внимание и вызвал в сентябре 2018 года на сборы национальной команды.
Первым крупным международным турниром для 35-летней Габисовой стал чемпионат Европы 2020 года в Дании, где она изначально рассматривалась в качестве третьего вратаря после олимпийских чемпионок Виктории Калининой и Анны Седойкиной. На турнире Галина сыграла один матч — последний на чемпионате против сборной Нидерландов, в котором отразила 3 из 4 бросков.
Есть ещё одна сторона спортивной жизни Галины — пляжный гандбол. В этом виде спорта она достигла немалых успехов, завоевав титулы чемпионки мира (2004) и чемпионки Европы (2002) в составе сборных России по пляжному гандболу, под руководством Сергея Белицкого.
Закончив в 2005 году Ростовское областное училище олимпийского резерва, поступила в Российский государственный торгово-экономический университет, который закончила в 2011 году по специальности «Менеджмент на предприятиях ресторанно-гостиничного бизнеса», затем продолжила обучение в этом же высшем учебном заведении, но уже по физкультурному профилю, получив диплом в 2018 году.

## Семья
Галина родилась в интернациональной и спортивной семье. Отец — Батраз Дзабеевич Габисов, осетин, был футбольным голкипером; мать — Лариса Ивановна Габисова, русская, в университете увлекалась гандболом, была вратарём. Есть в этой семье еще один спортсмен и тоже страж ворот — младший брат Галины, Алан, который занимался футболом, как отец.
В 2015 году вышла замуж за аварца Руслана Мехдиева, в 2018 году пара развелась, в 2020 году Галина вернула себе девичью фамилию.

## Достижения
- Чемпионка России 2015, 2017, 2018, 2019, 2020, 2022
- Серебряный призер Чемпионата России 2011, 2012, 2013, 2016,2021
- Бронзовый призер Чемпионата России 2001, 2002, 2003, 2004, 2005, 2010, 2014
- Обладатель Кубка России 2007, 2008, 2012, 2013, 2015, 2016, 2017, 2018, 2019, 2020, 2021
- Обладатель Суперкубка России 2015, 2016, 2017, 2018, 2019, 2020
- Финалист Кубка ЕГФ 2015
- Обладатель Кубка ЕГФ 2017
- Финалист Лиги Чемпионов 2018
- Серебряный призер Лиги Чемпионов 2019
- Победитель молодежного Чемпионата Европы 2003, 2005
- Чемпионка Европы по пляжному гандболу 2002, 2004
- Чемпионка Мира по пляжному гандболу 2004
- Чемпионка России по пляжному гандболу 2005

## Примечание
1. ↑  Приказ № 54М от 29.11.2002 Государственный комитет Российской Федерации по физической культуре, спорту и туризму